# Rhoiptelea chiliantha
Rhoiptelea chiliantha, drvo iz jugozapadne Kine i sjevernog Vijetnama koje čini samostalan rod Rhoiptelea i porodicu Rhoipteleaceae ili potporodicu Rhoipteleoideae, kao dio porodice Juglandaceae.
Jedini predstavnik je Rhoiptelea chiliantha koja raste na planinskim područjima na visinama od 700 do 1600 metara, a može narasti do 20 metara visine, a promjer debla je oko 40 centimetara. Cvat je dug obično 32 cm, nalik konjskom repu, pa mu otuda i naziv “drvo konjskog repa”